# Currach
Pour les articles homonymes, voir Curragh.
Un currach (aussi écrit curragh ou curach) est un bateau léger des côtes ouest de l'Irlande. Actuellement, il est généralement fabriqué de lattes de bois, recouvertes de toiles enduites de coaltar. Sa longueur varie de 4 à 7 mètres et sa largeur entre 1 mètre et 1,50 mètre. Très marin, il se manœuvre aux avirons, par deux ou trois rameurs.
Ses ancêtres auraient été recouverts de peaux de bœuf graissées. Plus grands, ils devaient supporter un ou deux mâts et des voiles. Ils auraient servi notamment, lestés d'une grosse pierre, à transporter les moines évangélisateurs irlandais vers l'Europe aux Ve et VIe siècles, en particulier vers l'Armorique, devenue depuis lors la Bretagne, d'où les légendes des saints bretons venus d'Irlande et de Grande-Bretagne sur leurs vaisseaux de pierre.
Un chercheur irlandais, Tim Severin, spécialiste de l'archéologie navale « de reconstitution » a fait réaliser un grand currach recouvert de peaux cousues (tannées spécialement), et gréé de deux voiles carrées pour se lancer dans un périple transatlantique d'Irlande en Amérique, via l'Islande, traversée qui fut menée à bien moyennant quelques difficultés.
Seule concession au modernisme, Severin avait embarqué des moyens modernes d'alerte et de géolocalisation pour ce voyage inspiré par la navigation de l'ermite irlandais saint Brendan.
Dans le célèbre film documentaire de Robert Flaherty, L'Homme d'Aran, des séquences réalisées par très gros temps, sans trucage, montrent une sortie en mer à bord d'un curragh, au terme de laquelle les hommes en réchappent de justesse mais pas le bateau, littéralement déchiqueté sur un plateau rocheux par les déferlantes...
Flaherty aurait déclaré (d'après son assistant) : « On devrait me fusiller pour ce que j'ai fait faire à ces gars-là, pour une caisse de bière, quelques livres et la gloriole. »
 

Un cousin gallois, plus petit et tout rond, s'appelle le coracle. Il navigue plutôt sur les rivières, en Irlande et au Pays de Galles. On retrouve sur les côtes vietnamiennes un bateau similaire, rond, qui est utilisé comme annexe pour accéder à de plus gros bateaux de pêche.

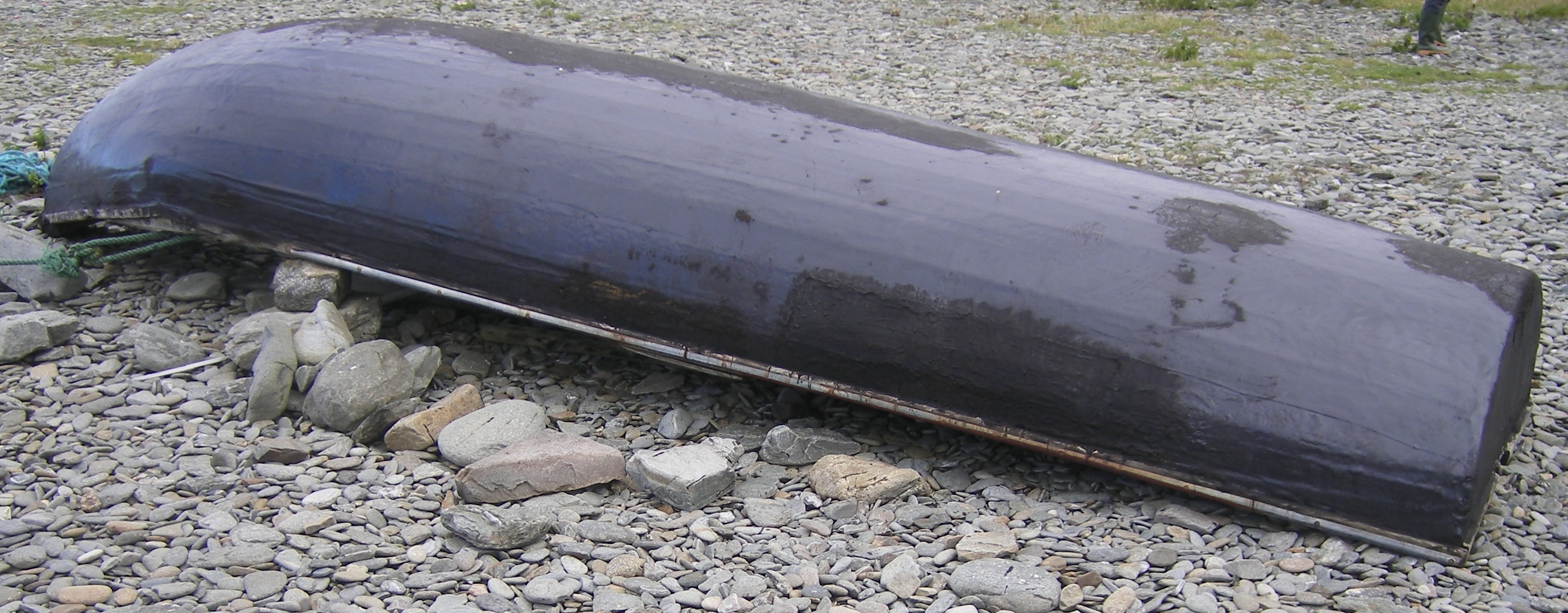
Un currach